# Рочестер (Њу Хемпшир)
Рочестер (енгл. Rochester) град је у америчкој савезној држави Њу Хемпшир.

## Демографија
По попису из 2010. године број становника је 29.752, што је 1.291 (4,5%) становника више него 2000. године.
| Група             | 2000.          | 2010.          |
| Белци             | 27.501 (96,6%) | 28.050 (94,3%) |
| Афроамериканци    | 149 (0,5%)     | 251 (0,8%)     |
| Азијати           | 248 (0,9%)     | 361 (1,2%)     |
| Хиспаноамериканци | 255 (0,9%)     | 547 (1,8%)     |
| Укупно            | 28.461         | 29.752         |